# Riberalta
Riberalta este un oraș din Bolivia, capitala provinciei Vaca Díez și a municipalității Riberalta.  Riberalta, care este situat pe malul de sud-est al râului Beni, se găsește nordul Boliviei, în zona confluenței râurilor Beni și Madre de Dios.
Zona se găsește în bazinul hidrografic al fluviului Amazon. O estimare din anul 2006 situa a populația localității la circa 78.100 de persoane.